# Slaget vid Kjølbergs bro
Slaget vid Kjølbergs bro var ett slag under fälttåget mot Norge och ägde rum den 14 augusti 1814. Det var den sista krigsdagen i den svenska krigshistorien. Sverige segrade vilket föranledde vapenvila och de förhandlingar som föregick konventionen i Moss.

## Bakgrund till slaget
I freden i Kiel beslöts att Norge skulle ingå union med Sverige, vilket inte accepterades av den danske prinsen Kristian Frederik, som representerade den danska kronan i Norge. Efter valet av Kristian Frederik till norsk kung och undertecknandet av den norska grundlagen i Eidsvoll den 17 maj 1814, inleddes en svensk handelsblockad och propaganda mot Norge.
Efter misslyckade internationella förhandlingar, för att försöka förmå Norge att gå med på unionen, drogs en svensk armé om 45 523 man ihop och flottan rustades. Norrmännen hade en styrka på omkring 30 000 man. Den svenske kronprinsen Karl Johan tog befälet och efter förhandlingsförsök anfölls den norska skärgårdsflottan vid Hvalöarna den 26 juli. Svenska marktrupper ryckte in i Norge den 30 juli. Efter en mindre norsk framgång vid Midskog den 5 augusti drog Karl Johan upp planer på att innesluta den norska huvudstyrkan mellan Moss och Glommens nedre lopp.

## Slaget
Den svenska huvudstyrkan marscherade mot Glommen mellan den 6 och 8 augusti och Karl Johan beslöt att gå över Glommen för att därigenom sätta press på den norska armén. Generalmajor Gustaf Fredrik Mörner fick order att gå över Kjølbergs bro, som först måste repareras sedan norrmännen raserat den. Reparationsarbetet förhindrades av eldgivning från de norska trupperna på andra sidan, varför överste Carl Eric Skjöldebrand fick order att med 70 man ur Livgrenadjärregementets jägare ta sig över med hjälp av båtar. Norrmännen flydde efter det svenska anfallet.
Svenskarna förlorade tre döda och femton skadade, varav Skjöldebrand var en, då han träffades av ett skott i benet, vilket medförde att benpiporna gick av. Han kom att avlida tre år senare till följd av skadorna. Omkring 30 norrmän, varav en officer och en underofficer, togs tillfånga.
En av de tre stupade svenskarna var den 32-årige Berndt Storm från Bohusläns regemente och då det finns uppgifter om att regementet ingrep  i stridens senare skede, tyder mycket på att Storm var den siste att dö. Därmed skulle han vara den siste svensk att dö i kriget mot Norge.

## Följder
Den 14 augusti undertecknades konventionen i Moss och slaget vid Kjølbergs bro var därmed det sista i den svenska krigshistorien. Den 4 november 1814 ingicks unionen mellan Sverige och Norge efter förhandlingar i Oslo och Karl XIII valdes till Norges kung.